# Kid Buu
Kid Buu, właściwie Markquez Lao Santiago (ur. 11 kwietnia 1988 w Jersey City) – amerykański raper mieszkający w Toronto. Jego kariera jest kontrowersyjna. Powstała teza, że jest klonem stworzonym przez bahamską firmę Clonaid.

## Wczesne życie
Santiago urodził się 11 kwietnia 1988 roku w St. Elizabeth Child Care Center w Jersey City w stanie New Jersey. Później przeniósł się ze swoim bratem bliźniakiem, Jasonem i matką, na południową Florydę, w poszukiwaniu lepszego życia. Jako dziecko Santiago uczęszczał na zajęcia sztuk walki oraz do szkoły publicznej, później był nauczany przez matkę w domu. Jego motywacją do lepsza życia i kariery muzycznej były śmierci jego przyjaciół oraz brak pieniędzy na jedzenie. Jest pochodzenia sycylijskiego i portorykańskiego.

## Życie prywatne
Przed rozpoczęciem kariery Santiago był oskarżony o molestowanie dzieci w 2008 roku. Santiago został aresztowany, gdy miał 19 lat po tym, jak wdał się w bójkę ze swoją nieletnią wówczas dziewczyną. Z którą ma dziecko, które w chwili zdarzenia miało zaledwie dwa lata. Zaprzeczył tym oskarżeniom, ale przyznał się do znęcania się nad dziećmi, zastraszania i rabunku. Został skazany na dwa lata pozbawienia wolności w zawieszeniu.
Pod koniec 2017 roku Santiago zmienił pseudonim sceniczny z „Humongous The God” na „Kid Buu”, w nawiązaniu do jego ulubionej postaci z Dragon Ball Z i zamiłowania do anime.
Kid Buu jest Raelianinem. Kid Buu prowadzi również vlog na YouTube pod tytułem „Life of Buu”, w którym prezentuje swój luksusowy styl życia.

## Dyskografia

### Albumy studyjne
- Blind For Love (2018)
- Blind For Love2 (2019)
- Revenge Of The Clones (2019)
- Blind For Love3 (2020)
- What The Game's Been Missing (2021)

### Mixtape'y
- Man Vs God (jako HXTXG) (2011)
- 007 James Bond MixTape (jako HXTXG) (2011)
- Man Vs God 2: Agape (jako HXTXG) (2014)
- Man Vs God 3: HXTXG (jako HXTXG) (2014)
- In Gwalla We Trust (jako HXTXG) (2016)
- Gwalla 16 (jako HXTXG) (2016)
- K A N E D A (jako HXTXG) (2017)